# Hercostomus caucasicus
Hercostomus caucasicus är en tvåvingeart som beskrevs av Stackelberg 1934. Hercostomus caucasicus ingår i släktet Hercostomus och familjen styltflugor. Inga underarter finns listade i Catalogue of Life.